# 4836 Медонт
4836 Медонт (4836 Medon) је Јупитеров тројански астероид. Приближан пречник астероида је 67,73 ,
а средња удаљеност астероида од Сунца износи 5,188 астрономских јединица (АЈ).
Инклинација (нагиб) орбите у односу на раван еклиптике је 19,416 степени, а орбитални период износи 4317,280 дана (11,820 годину). Ексцентрицитет орбите астероида износи 0,108.
Апсолутна магнитуда астероида износи 9,50 а геометријски албедо 0,061.
Астероид је откривен 2. фебруара 1989. године.